# Славко Стаменић
Славко Стаменић (Краљево, 5. октобар 1961 — Дрен, Београд, 6. мај 2019) био је српски књижевник.

## Биографија
Живео је у околини Обреновца, у месту Грабовац. Дипломирао је на Филолошком факултету. Књижевну критику, прозу и есејистику, објављивао је у периодици. Приредио је више књига. Преминуо је 6. маја 2019. године у Дрену код Обреновца.

## Објављене књиге
- Свита: новела — Сарајево: ПК Књижевне омладине БиХ, 1989.
- Свита: Драга Машин — краљевачка прича — Београд: Књижевно друштво Свети Сава, 1995.(роман)
- Sanctus: приче — Краљево: Импрес дизајн: Маверик, 1996.
- Тело у цркви — Краљево: Народна библиотека Стефан Првовенчани: Књижевни клуб Краљево, 2002.(приче)
- Смешенија — Београд: Завод за уџбенике, 2006. (драма)
- Три секунде другога света — Београд: Београдска књига, 2013.
- Повратак — Краљево: Књижевни клуб Краљево, 2014.
- Човек, човјечица и Господ Бог — Бања Лука: Артпринт, 2015[4].
- Подари ми лепу смрт — Обреновац: Библиотека Влада Аксентијевић, 2016.[5]

## Приредио следеће књиге
- Бог је данас мој пријатељ (поезија Десанке Максимовић)
- Сјај бића (поезија Драгиње Урошевић)
- Представа у празној шупи (поезија Бране Цветковића)
- Бескрајна моћ говора — избор из савремене српске поезије (књига лектире за 7. разред)
- Пустоловне приче — Владимир Андрић (књига лектире за 6. разред)
- Позив за игру — избор драмских текстова (књига лектире за 3. разред)

У коауторству са Горданом Стојановић, написао је уџбеник Историја српске културе за ученике основних школа у дијаспори.